# Haidmühle
Haidmühle (česky Borské Mlýny) je obec, která se nachází v dolnobavorském okrese Freyung-Grafenau v těsné blízkosti státní hranice s Českou republikou. Obcí protéká říčka Kalten Moldau, na českém území známá jako Studená Vltava. Obec leží 25 kilometrů od Freyungu, Waldkirchenu a 20 km od hranic s Rakouskem.

## Historie
Haidmühle bylo založeno v roce 1770 a patří k nejmladším sídlům v okrese Freyung-Grafenau. Vzniklo výstavbou mlýna, ale už v 15. století tudy vedla stezka Haidweg spojující Bavorsko s Čechami. Nedaleko se nachází Frauenberg, založený v roce 1724, který až do roku 1765 patřil Rakousku, než jej odkoupil pasovský biskup. Nejstarší částí oblasti je Bischofsreut, založený v roce 1705 podél obchodní stezky Goldener Steig.
Po sekularizaci pasovského biskupství v roce 1803 připadla oblast Ferdinandu Toskánskému a teprve v roce 1805 byla připojena k Bavorsku. V roce 1818 vznikla současná obec Haidmühle v rámci správních reforem.
Hospodářský rozvoj podpořila výstavba hamru v roce 1840 a železniční trati do Prachatic v roce 1910. Cestovní ruch se začal rozvíjet kolem roku 1912 a Haidmühle se stalo jedním z nejstarších turistických středisek dolní části Bavorského lesa. V roce 1951 byl název obce Frauenberg změněn na Haidmühle, a v roce 1978 se k ní připojila i obec Bischofsreut.

## Pamětihodnosti
- Kostel svatého Maxmiliána z let 1926–1929[3]

## Turistika

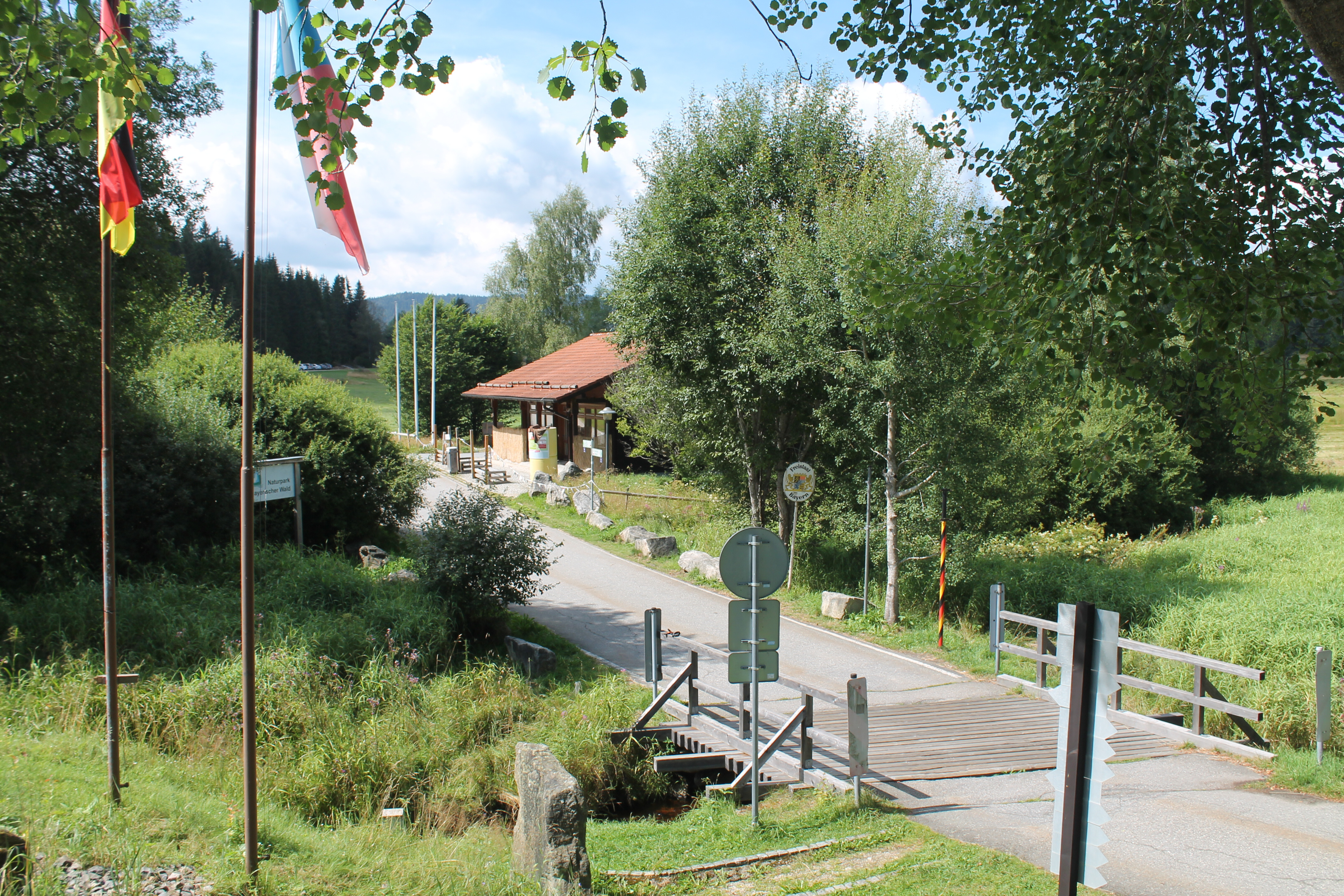
Hraniční přechod

Několik metrů od obce se nachází hraniční přechod do Nového Údolí a Stožce, který je otevřený pro pěší a cyklisty. Dále zde je i železniční hraniční přechod Stožec–Haidmühle, který byl součástí bývalé železniční trati z Pasova do Prachatic. Dnes je železniční doprava provozována pouze na české straně z Volar a část trasy je v provozu jako součást muzejní železnice Pošumavská jižní dráha.
Pro motorová silniční vozidla je v přeshraničním styku s Českem nejbližší silniční hraniční přechod Strážný - Phillippsreut.
Z Haidmühle vede silnice na parkoviště pod Třístoličníkem. Na Třístoličník vede z Haidmühle i turistická stezka.
Přeshraniční propojení s Českem je také zajištěno na turistických stezkách:
- Bischofsreut (Marchhäuser) – České Žleby
- Schnellenzipf – Dolní Cazov
- Haidmühle (Hammerstraße) – Na Spálenici[4]

V obci se nachází obchod s potravinami, pekařství, řeznictví, řada kaváren a restaurací, včetně ubytovacích zařízení. Dále zde má pobočku i Raiffeisenbank.